# Challenger de Batman 2015
El torneo Batman Cup 2015 fue un torneo profesional de tenis que perteneció al ATP Challenger Series 2015. Se disputó la 1ª edición sobre superficie dura, en Batman, Turquía entre el 6 de abril y el 12 de abril de 2015.

## Jugadores participantes del cuadro de individuales
| Favorito | País                  | Jugador               | Rank1 | Posición en el torneo |
| -------- | --------------------- | --------------------- | ----- | --------------------- |
| 1        | Bandera de Eslovenia  | Blaž Kavčič           | 88    | FINAL                 |
| 2        | Bandera de Israel     | Dudi Sela             | 112   | CAMPEÓN               |
| 3        | Bandera de Kazajistán | Aleksandr Nedovyesov  | 118   | Segunda ronda, retiro |
| 4        | Bandera de Rusia      | Alexander Kudryavtsev | 128   | Segunda ronda         |
| 5        | Bandera de Moldavia   | Radu Albot            | 145   | Cuartos de final      |
| 6        | Bandera de Bélgica    | Niels Desein          | 157   | Segunda ronda         |
| 7        | Bandera de Japón      | Hiroki Moriya         | 161   | Semifinales           |
| 8        | Bandera de Rusia      | Konstantin Kravchuk   | 165   | Primera ronda         |

- 1 Se ha tomado en cuenta el ranking del 23 de marzo de 2015.

### Otros participantes
Los siguientes jugadores recibieron una invitación (wild card), por lo tanto ingresan directamente al cuadro principal (WC):
- Altuğ Çelikbilek
- Barış Ergüden
- Barkın Yalçınkale
- Anıl Yüksel

Los siguientes jugadores ingresan al cuadro principal tras disputar el cuadro clasificatorio (Q):
- Riccardo Ghedin
- Aleksandre Metreveli
- Lukas Mugevičius
- Michael Venus

## Campeones

### Individual Masculino
- Dudi Sela derrotó en la final a  Blaž Kavčič, 6–7(5–7), 6–3, 6–3

### Dobles Masculino
- Aslan Karatsev /  Yaraslav Shyla derrotaron en la final a  Mate Pavić /  Michael Venus, 7–6(7–4), 4–6, [10–5]